# Liga de Campeones Femenina de la AFC 2022
La Liga de Campeones Femenina de la AFC 2022 (también conocido como Campeonato de Clubes Femenino de la AFC 2022 - Torneo Piloto), fue celebrado entre el 15 de agosto y el 22 de octubre, es la tercera edición de la principal competición de fútbol de clubes femeninos de la AFC. Cinco clubes de cinco asociaciones miembro de la AFC compitieron en este torneo. Originalmente se había programado una final para el 22 de octubre, pero nunca se jugó. El College of Asian Scholars ganó el título de la zona este y el Sogdiana Jizzakh de Uzbekistán ganó el título de la zona oeste.

## Formato
Los clubes participantes se dividieron en dos regiones para jugar un solo torneo de todos contra todos dentro de su región en un sitio anfitrión predeterminado. Los dos ganadores regionales se enfrentaban en una final el 22 de octubre.
Originalmente planeado como un torneo de siete clubes, el Orthodox Club de Jordania se retiró el 5 de agosto de 2022 antes de que comenzara el torneo.
El 15 de agosto de 2022, la FIFA suspendió la Federación de Fútbol de la India debido a la influencia indebida de terceros. Como resultado, el Gokulam Kerala de la India fue excluido del torneo y los dos clubes restantes en la región occidental ahora jugarán una serie a dos partidos en el sitio anfitrión predeterminado.
| Equipo                    | Método de clasificación                     | App. (último) |
| ------------------------- | ------------------------------------------- | ------------- |
| Taichung Blue Whale       | Campeón Liga de fútbol Mulan de Taiwán 2021 | 1º            |
| ISPE                      | Campeón Liga Femenina de Birmania 2018–19   | 1º            |
| College of Asian Scholars | Campeón Liga Femenina de Tailandia 2021–22  | 1º            |

| Equipo           | Método de clasificación                                  | App. (último) |
| ---------------- | -------------------------------------------------------- | ------------- |
| Gokulam Kerala   | Campeón Liga Femenina India 2021–22                      | 2º (2021)     |
| Bam Khatoon      | Campeón Liga Femenina de Fútbol de Kowsar 2021–22        | 1º            |
| Orthodox Club    | Campeón Liga de Fútbol Femenina de Jordania 2022         | 1º            |
| Sogdiana Jizzakh | Campeón Campeonato de fútbol femenino de Uzbekistán 2021 | 1º            |

## Fase de grupos

### Región Este
| Equipo                        | Pts | PJ | PG | PE | PP | GF | GC | Dif |
| ----------------------------- | --- | -- | -- | -- | -- | -- | -- | --- |
| College of Asian Scholars (H) | 4   | 2  | 1  | 1  | 0  | 2  | 0  | +2  |
| Taichung Blue Whale           | 4   | 2  | 1  | 1  | 0  | 3  | 2  | +1  |
| ISPE                          | 0   | 2  | 0  | 0  | 2  | 2  | 5  | -3  |

| 15 de agosto de 2022 | ISPE                                     | 2:3 (1:2) | Taichung Blue Whale                          | Estadio Chonburi, Chonburi, Tailandia                |                                                      |
| 18:00 (UTC+7) | - Khin Marlar Tun 34' - Shwe Yee Tun 57' | Reporte   | - 29', 61' Su Yu-hsuan - 33' Silawan Intamee | Asistencia: 95 espectadores Árbitra: Nodira Mirzoeva | Asistencia: 95 espectadores Árbitra: Nodira Mirzoeva |
| El partido ISPE vs Taichung Blue Whale se suspendió después de 21 minutos debido a las inclemencias del tiempo, con el marcador 0-0 en ese momento. El partido se reanudó el 16 de agosto a las 10:00 UTC+7. |                                          |           |                                              |                                                      |                                                      |

| 18 de agosto de 2022 | College of Asian Scholars                         | 2:0 (2:0) | ISPE | Estadio Chonburi, Chonburi, Tailandia            |                                                  |
| 18:00 (UTC+7)        | - Uraiporn Yongkul 14' - Kanyanat Chetthabutr 33' | Reporte   |      | Asistencia: 132 espectadores Árbitra: Cha Min-ji | Asistencia: 132 espectadores Árbitra: Cha Min-ji |

| 21 de agosto de 2022 | Taichung Blue Whale | 0:0     | College of Asian Scholars | Estadio Chonburi, Chonburi, Tailandia                  |                                                        |
| 18:00 (UTC+7)        |                     | Reporte |                           | Asistencia: 189 espectadores Árbitra: Edita Mirabidova | Asistencia: 189 espectadores Árbitra: Edita Mirabidova |

### Región Oeste
| Equipo               | Pts | PJ | PG | PE | PP | GF | GC | Dif |
| -------------------- | --- | -- | -- | -- | -- | -- | -- | --- |
| Sogdiana Jizzakh (H) | 4   | 2  | 1  | 1  | 0  | 2  | 1  | +1  |
| Bam Khatoon          | 1   | 2  | 0  | 1  | 1  | 1  | 2  | -1  |

| 20 de agosto de 2022 | Bam Khatoon          | 1:1 (0:1) | Sogdiana Jizzakh           | Estadio Markaziy, Qarshi, Uzbekistán                   |                                                        |
| 17:00 (UTC+5)        | - Zahra Ghanbari 56' | Reporte   | - 20' (a.g.) Kousar Kamali | Asistencia: 78 espectadores Árbitra: Bùi Thị Thu Trang | Asistencia: 78 espectadores Árbitra: Bùi Thị Thu Trang |

| 23 de agosto de 2022 | Sogdiana Jizzakh         | 1:0 (1:0) | Bam Khatoon | Estadio Markaziy, Qarshi, Uzbekistán                       |                                                            |
| 17:00 (UTC+5)        | - Shahnoza Kurbonova 32' | Reporte   |             | Asistencia: 223 espectadores Árbitra: Veronika Bernatskaia | Asistencia: 223 espectadores Árbitra: Veronika Bernatskaia |

## Campeones
| Bandera de Tailandia                  | Bandera de Uzbekistán        |
| College of Asian Scholars 1.er título | Sogdiana Jizzakh 1.er título |